# フランクリン郡 (テネシー州)
座標: 北緯35度09分 西経086度06分 / 北緯35.150度 西経86.100度
フランクリン郡（フランクリンぐん、英: Franklin County）は、アメリカ合衆国テネシー州の南部に位置する郡である。2010年国勢調査での人口は41,052人であり、2000年の39,270人から4.5%増加した。郡庁所在地はウィンチェスター市（人口8,530人）であり、同郡で人口最大の都市でもある。
フランクリン郡はタラホーマ小都市圏に属している。

## 歴史
フランクリン郡となった地域のヨーロッパ系アメリカ人による開拓は1800年頃に始まった。フランクリン郡は1807年に組織化され、郡名はアメリカ合衆国建国の父ベンジャミン・フランクリンに因んで名付けられた。その後の数十年間で、隣接するコーフィ郡、ムーア郡、グランディ郡を創設した再編成で何度か領域が減らされた。初期開拓者の中でも著名な者に1812年頃に入ってきたデイヴィッド・クロケットがいたが、それほど長く郡内に留まっていたとは見られていない。
エピスコパル教会が設立した南部大学は南北戦争の直前に組織化された。戦後直ぐに全体的な運営が始められた。郡内では唯一の高等教育機関であり続けており、総合大学に神学部を併せ持っている。
南北戦争以前のフランクリン郡地域は合衆国からの分離主義者の勢力が強かった。テネシー州が合衆国から脱退しなければテネシー州から脱退すると公式に宣言し、事実その通りにした。近くにあるアラバマ州ウィンストン郡が北部寄りであり、アラバマ州からの脱退を検討していたことと対照的である。この期間南部の中心で主張が分かれ、混乱していた状態を象徴している。
1863年、南軍のテネシー郡が郡内を通って撤退し、フランクリン郡は北軍の支配するところとなった。アメリカ連合国テネシー州知事のアイシャム・G・ハリスはフランクリン郡出身だった。戦後に政治に参加する権利が復活した後、テネシー州選出アメリカ合衆国上院議員になった。
19世紀後半に禁酒運動が盛り上がる中で、郡民は州法の捻れにより、法人化された町では酒類を販売できることを見つけた。その結果、酒類販売を禁止するために法人化された町の全てがその認可を放棄した。
20世紀、世界恐慌の時代にフランクリン・ルーズベルト政権の推進したテネシー川流域開発公社の洪水制御と発電事業の恩恵を受けた。地域には新しい産業がもたらされた。新しい湖を造って水際でのレクリエーション機会も造ったが、大がかりな工業事業の中で、郡民の多くが転居を強いられもした。連邦政府の作ったアーノルド技術開発センターは一部が郡内に入っており、経済成長と技術開発も加速させた。州間高速道路の体系は郡内を通らなかったが、近くを通った州間高速道路24号線によって近くのチャタヌーガ市へのアクセスが容易になった。
20世紀初期の郡からは歌手でエンタテイナーのダイナ・ショアと、事業家で慈善事業家のジョン・テンプルトンが生まれた。テンプルトンは後にイギリス国民となり、ナイト爵位を授与された。
19世紀末から20世紀初め、テネシー州は他の南部州と同様にジム・クロウ法を制度化する州法を成立させ、州憲法を修正した。公共の場所での人種分離、黒人に対する選挙権の制限などが進んだ。ここでは公民権運動の歩みも鈍かった。他の地域に比べて暴力行為は少なかったが、郡内の学校が人種統合を進めたのは「ブラウン対教育委員会事件」の判決が出てから10年後の1960年代に入ってからだった。
20世紀の後半には、ディチャードで日産自動車の大規模な自動車用エンジン製造工場が建設されるなど、工業分野の成長が起きた。南北戦争の史跡があることや、ハナミズキの森など景観のよい資源があることで観光にも力を入れ始めた。ハナミズキについては毎年の祭が開催されている。

## 地理
フランクリン郡はテネシー州南部の郡並びにあり、アラバマ州と州境を接している。地形的に多様であり、南東部隅のナッシュビル盆地からハイランドリムを越えて、カンバーランド高原まで変化し、標高差は約1,300フィート (400 m) ある。水流や森林が多く、高原の急峻な斜面を除いては農業に適し、植物栽培に適した季節が長く、冬も温暖である。
アメリカ合衆国国勢調査局に拠れば、郡域全面積は576平方マイル (1,491.8 km2)であり、このうち陸地555平方マイル (1,437.4 km2)、水域は21平方マイル (54.4 km2)で水域率は3.69%である。
スワニー自然橋は自然に造られた砂岩のアーチであり、高さは25フィート (7.6 m) 、径間は50フィート (15 m) ある。
シャーウッド近くにあるロストコーブ洞窟はカーター州立自然保護地域の中にある。入り口の1つがバギートップ洞窟口と呼ばれ、もう1つはピーター洞窟口と呼ばれている。バギートップ洞窟口は幅100フィート (30 m) 、高さ80フィート (24 m) あり、高さ150フィート (46 m) の崖の下にある。洞内の水流は段階的に流れ落ち、100ヤード (91 m) で40フィート (12 m) 落ちている。

### 隣接する郡
- コーフィ郡 - 北
- グランディ郡 - 北東
- マリオン郡 - 東
- ジャクソン郡 (アラバマ州) - 南
- マディソン郡 (アラバマ州) - 南西
- リンカーン郡 - 西
- ムーア郡 - 北西

## 人口動態

2000人口ピラミッド

以下は2000年国勢調査による人口統計データである。
| 基礎データ - 人口: 39,270人 - 世帯数: 15,003 世帯 - 家族数: 11,162 家族 - 人口密度: 27人/km2（71人/mi2） - 住居数: 16,813軒 - 住居密度: 12軒/km2（30軒/mi2） 人種別人口構成（ ）内は2010年データ - 白人: 92.20% (93.6%) - アフリカン・アメリカン: 5.49% (5.44%) - ネイティブ・アメリカン: 0.20% (0.18%) - アジア人: 0.41% (0.38%) - 太平洋諸島系: 0.03% (0.0%) - その他の人種: 0.60% - 混血: 1.06% (1.1%) - ヒスパニック・ラテン系: 1.58% (1.4%) 年齢別人口構成 - 18歳未満: 23.0% - 18-24歳: 10.9% - 25-44歳: 26.4% - 45-64歳: 24.4% - 65歳以上: 15.2% - 年齢の中央値: 38歳 - 性比（女性100人あたり男性の人口） - 総人口: 94.8 - 18歳以上: 92.8 | 世帯と家族（対世帯数） - 18歳未満の子供がいる: 30.9% - 結婚・同居している夫婦: 60.1% - 未婚・離婚・死別女性が世帯主: 10.4% - 非家族世帯: 25.6% - 単身世帯: 22.6% - 65歳以上の老人1人暮らし: 10.3% - 平均構成人数 - 世帯: 2.51人 - 家族: 2.92人 収入と家計 - 収入の中央値 - 世帯: 36,044米ドル - 家族: 42,279米ドル - 性別 - 男性: 31,506米ドル - 女性: 21,479米ドル - 人口1人あたり収入: 17,987米ドル - 貧困線以下 - 対人口: 13.2% - 対家族数: 9.6% - 18歳未満: 17.0% - 65歳以上: 13.0% |

## 都市と町
| - コーワン - ディチャード - エスティルスプリングス - ハントランド | - モントイーグル（グランディ郡とマリオン郡にも跨る） - タラホーマ （主にコーフィ郡） - ウィンチェスター - 郡庁所在地 |

### 未編入の町
- ベルビディア
- スワニー
- シャーウッド

## 著名な出身者
- ダイナ・ショア（1916年-1994年）、歌手、女優、
- ジョン・テンプルトン（1912年-2008年）、投資家、慈善事業家